# Comuna Rebild
Rebild (Rebild Kommune) este o comună din regiunea Nordjylland, Danemarca, cu o suprafață totală de 622,6 km².